# Bashkim Fino
Bashkim Fino (12 octobre 1962 - 29 mars 2021) est un homme politique socialiste albanais qui a été Premier ministre d'Albanie, le 29e, de mars à juillet 1997.

## Biographie
Bashkim Fino étudie l'économie à Tirana et aux États-Unis. Après cela, il travaille comme économiste à Gjirokastër et en 1992 en est devenu le maire.
Le 11 mars 1997, le président du Parti démocrate, Sali Berisha, nomme Bashkim Fino, membre du Parti socialiste d'Albanie (et donc alors dans l'opposition), Premier ministre, afin de diriger un gouvernement d'union nationale. Cela s'est produit après que la rébellion a éclaté à la suite de l'effondrement de plusieurs systèmes pyramidaux qui ont conduit le gouvernement à perdre le contrôle d'une grande partie du pays. Bashkim Fino a été Premier ministre lors des élections de 1997 où son Parti socialiste a remporté une large majorité avant de se retirer et a été remplacé par le chef de son parti, Fatos Nano.
En 2014, Bashkim Fino est député représentant une circonscription du district de Korçë. Il est chargé de cours à l'Académie politique du Parti socialiste d'Albanie.
Il est un supporter dévoué de l'équipe de football italienne Inter Milan. En janvier 2018, il déclare son intention de se présenter à la présidence de la Fédération albanaise de football, défiant Armand Duka, le président sortant des 16 dernières années. Les élections du 7 février 2018 sont perdues par Fino, bien qu'il ait affirmé que le processus de vote était irrégulier et qu'il ferait appel à l'UEFA et à la FIFA.
Atteint de leucémie, il est décédé le 29 mars 2021 après avoir contracté la COVID-19 à l'âge de 58 ans,.